# Thierry Mutin
 (janvier 2018).
Thierry Mutin est un artiste pluridisciplinaire français, né le 1er janvier 1958 à Rochechouart (Haute-Vienne).

## Biographie
Thierry Mutin est un créateur et chercheur[réf. nécessaire] pluridisciplinaire, polymathe[réf. nécessaire], peintre, compositeur et auteur dont les créations et les travaux de recherche sont principalement orientés sur les relations Sciences et Arts. Il est un des créateurs du courant artistique post-humaniste qui est né dans la Silicon Valley.
Il dispose de deux ateliers de création, l'un sur la côte ouest des USA (San Francisco), l'autre à Paris. Ses recherches sont basées principalement sur les liens entre Sciences, Arts et Anthropologie et plus particulièrement sur les enjeux des mutations imposées par la numérisation du monde et l'infosphère.
Il utilise des modes de réalisation digitaux qui lui permettent d'enrichir sa technique classique du dessin et de la peinture à l'huile pour créer des paysages sensoriels 2D/3D, des 'sculptures' sonores, des scénographies interactives et des collections de peintures narratives[réf. nécessaire] :
- Future Lives (Hybridation homme/machines, trans-human et post-human arts…)
- Future Loves (SexBots, cyborgs et humains…)
- Future Souls (Intelligences artificielles et nouvelles consciences…)

Ses peintures, exposées aux États-Unis dans la galerie Besharat (Atlanta) et en France dans la galerie Mickael Marciano, explorent la frontière entre les sciences (physique quantique, informatique, nano et bio technologies et sciences cognitives) et l'Art. (Post Humanisme et hybridation Homme/Machine).
Thierry Mutin, pour répondre à la demande des institutions, des entreprises et de collectionneurs privés[réf. nécessaire], dans le domaine de l'Art numérique a créé le « Future Art Lab » (Brain maps, fresques numériques, installations immersives et sculptures numériques…)
Thierry Mutin a également créé  la collection Walls Art Lux 2017/2018, collection de peintures panoramiques, fresques numériques centrées sur deux axes de création : 
- Water's Art
- Intimacy of Matter

## Thierry Mutin. Œuvres littéraires
Thierry Mutin a créé et co-écrit, avec Elizabeth Hirschmann, la Saga PREDICTS, une épopée de science-fiction mettant en scène le futur probable de l'Humanité dans un contexte de guerre entre Humains et Humains Augmentés (Mutants Transhumains)
Cette création d'Art Total (livres, illustrations, symphonie) sur l'avenir de l'humanité et du transhumanisme, a nécessité des années de recherche, d'écriture, d’illustrations et de composition musicale. La saga Predicts est un univers complet destiné au multimédia, à l'édition, au gaming et au streaming sous forme de série.
Predicts est composée de 7 livres, d’un livres d’art et d’un album symphonique
1. Le Pont vers les étoiles
2. Liin, les Chasseurs et la Proie
3. Le Combat des cieux
4. Le Médaillon éternel
5. Le Réveil des machines mères
6. Les Chemins du sang
7. Encyclopedia Predicts

## Thierry Mutin auteur-compositeur-interprète
Dans le domaine de la création musicale, Thierry Mutin, contre-ténor, commence sa carrière en 1984, avec la chanson Milliardaire comme personne.
En 1988, Thierry enregistre en anglais la chanson Sketch of Love, et reprend le thème de la Sarabande de Georg Friedrich Haendel, qui a connu un succès en France (numéro 3 du SNEP singles, qui fut disque d'or).
En 1989, il  participe à l'association caritative « Pour toi Arménie », dirigée par Charles Aznavour.
Il sort l'album Talisman en 1990, dont la musique a été composée par Jean-Pierre Bourtayre. Miracles en 1993 et l'album Chants du Monde nouveau en 1995. Il y aura aussi trois volumes de Songs for my Lady dans le courant de l'année 1993.

## Discographie

### Albums studio
- 1988 : Sketch of Love (Tréma)
- 1990 : Talisman (Tréma)
- 1993 : Miracles (WMD)
- 1993 : Songs for my Lady volume 1 (Made in France/Arcad)
- 1993 : Songs for my Lady volume 2 (Made in France/Arcad)
- 1993 : Songs for my Lady volume 3 (Made in France/Arcad)
- 1995 : Chants du Nouveau Monde (Céline Music / WEA)
- 2023 : Predicts (The Symphony of the Future) (Starlift Odyssey)
- 2023 : XII (Starlift Odyssey)

Singles
- 1984 : Milliardaire comme personne (Carrère)
- 1988 : Sketch of Love (Tréma)
- 1989 : Conquistador (Tréma)
- 1989 : America (Tréma)
- 1990 : Juliet (Tréma)
- 1991 : Je te donne le Sud (Tréma)
- 1995 : Chant de Crusoé (Céline Music)

Divers
- 1989 : Pour toi Arménie (Tréma / Pathé-Marconi)
- 1989 : Tour de France (Disky)